# Beretta 90-Two
La Beretta 90two è una pistola semiautomatica a corto rinculo di canna e a chiusura geometrica a blocco oscillante, progettata per difesa personale e per le forze dell'ordine.
È l'ultima evoluzione del famoso modello Beretta 92 della casa di Gardone Val Trompia, adottato dalle forze armate e di polizia di molti paesi tra cui l'Italia e gli Stati Uniti.

## Caratteristiche
La 90two, pur mantenendo la storica forma a carrello aperto, differisce dalle versioni precedenti nel disegno di carrello e fusto, rivisti dalla Beretta nell'ottica di creare armi più ergonomiche e funzionali per soddisfare le richieste dei corpi di Polizia: lo smontaggio e la manutenzione della 90two infatti risultano più semplici rispetto al già intuitivo e veloce sistema adottato sulla Beretta 92.
Le principali innovazioni del modello 90two rispetto al Beretta 92 sono:
- Forme più arrotondate, studiate per migliorare l'ergonomia ed agevolare porto ed estrazione da fondina.
- Un sistema di ammortizzazione nel fusto, studiato per rendere più uniformi le sollecitazioni dovute al rinculo ed aumentare durata e affidabilità.
- Slitta porta accessori, montata inferiormente al fusto che consente l'installazione di dispositivi di illuminazione o laser
- Nuovo disegno carrello-otturatore-sicure e impugnatura ridisegnata, studiato per migliorare la presa dell'operatore in qualsiasi condizione
- Mire trattate con sistema Superluminova, trattamento con materiale fotosensibile che rende gli organi di mira visibili anche al buio

## Configurazioni
La pistola 90two è venduta in due configurazioni: Type F e Type G.
La Tipo F è dotata di funzionamento ad azione singola e azione doppia, con una sicura manuale e abbatti cane posizionata su entrambi i lati del carrello. Un'ulteriore sicura automatica si trova sul percussore per evitare spari accidentali dovuti a sollecitazioni quali cadute o urti.
La Tipo G è anch'essa dotata di funzionamento a singola e doppia azione, la sicura è sostituita però da una leva, posizionata su entrambi i lati del carrello, con la sola funzione di abbattimento del cane. Come il modello F è dotata di sicura automatica al percussore.
I calibri disponibili sono il 9 × 19 mm Parabellum, il 9 × 21 mm IMI per i mercati in cui è vietato il 9x19, e infine il .40 S&W.